# Flindersia
Flindersia là một chi thực vật gồm 17 loài cây gỗ từ nhỏ đến lớn trong họ Rutaceae. Chúng có lá đơn hoặc là chét, hoa xếp thành chùy ở hoặc gần đầu cành con và quả nang gỗ chứa các hạt có cánh. Chúng mọc tự nhiên ở Úc, Moluccas, New Guinea và New Caledonia.

## Các loài
Sau đây là danh sách các loài được công nhận bởi Điều tra thực vật Úc, hoặc The Plant List* cho các loài bên ngoài Australia
- Flindersia acuminata C.T.White
- Flindersia amboinensis Poir.*
- Flindersia australis R.Br.
- Flindersia bennettiana F.Muell. ex Benth.
- Flindersia bourjotiana F.Muell.
- Flindersia brassii T.G.Hartley & B.Hyland
- Flindersia brayleyana F.Muell.
- Flindersia collina F.M.Bailey
- Flindersia dissosperma (F.Muell.) Domin
- Flindersia fournieri Panch. & Sebert ("Chêne blanc" - Nouvelle-Calédonie)
- Flindersia ifflaiana F.Muell.
- Flindersia laevicarpa C.T.White & W.D.Francis
  - Flindersia laevicarpa  C.T.White & W.D.Francis var. laevicarpa)
  - Flindersia laevicarpa var. heterophylla (Merr. & L.M.Perry) T.G.Hartley * (New Guinea)
- Flindersia maculosa (Lindl.) Benth.
- Flindersia oppositifolia (F.Muell.) T.G.Hartley & Laurence W. Jessup
- Flindersia pimenteliana F.Muell.
- Flindersia schottiana F.Muell
- Flindersia xanthoxyla (A.Cunn. ex Hook.) Domin